# Nemapogon tylodes
Nemapogon tylodes är en fjärilsart som beskrevs av Edward Meyrick 1919. Nemapogon tylodes ingår i släktet Nemapogon och familjen äkta malar. Inga underarter finns listade i Catalogue of Life.